# عایشه عبدالرحمان
عایشه عبدالرحمان(۲۷ آبان ۱۲۹۲ – ۱۰ آذر ۱۳۷۷) نویسنده، شاعر، متفکر و معلم فقه و اخلاق مصری است که آثار خود را با اسم بنت الشاطی منتشر می‌کرد. وی نویسنده کتاب زینب بانوی قهرمان کربلا است.

## سال‌های اولیه زندگی
وی در ۲۷ آبان ۱۲۹۲ در شهر «دمیاط» مصر، متولد شد. پدر وی محمد علی عبدالرحمن از روحانیان دانشگاه الازهر به شمار می‌رفت.
وی علوم مقدماتی، ادبیات عرب و آموزش قرآن را نزد پدرش یادگرفت.

## تحصیلات
وی در سال ۱۹۲۹ میلادی، موفق به دریافت گواهی «الکفاءة» (آموزش خانگی) و رتبه اوّل آن در سطح کشور مصر موفق شد. وی در سال ۱۹۳۱ میلادی، موفق به اخذ مدرک دیپلم گردید.
وی در سال ۱۹۳۶ میلادی، با قبولی در کنکور، به دانشگاه فؤاد اوّل (قاهره کنونی) وارد شد و در رشته ادبیات عرب مشغول تحصیل گردید. پس از چهار سال تلاش علمی، در سال ۱۹۳۹ میلادی، مدرک لیسانس را دریافت کرد. پس از دو سال در ۱۹۴۱ میلادی، فوق لیسانس خود را دریافت نمود و نیز به عنوان رتبه اوّل دانشگاه برگزیده شد.
وی پس از دو سال مدرک دکترای خود را در رشته ادبیات عرب، با ارائه پایان‌نامه ای دربارهٔ «ابوالعلاء معرّی»، دریافت نمود. وی زیر نظر طه حسین موفق به دریافت درجه تحصیلی دکتری شده است.
بنت الشاطی در دانشگاه عین الشمس قاهره تدریس کرده و مدتی نیز در سمت استاد به پژوهش‌های قرآنی در دانشگاه مصر پرداخته است. وی پس از بازنشستگی نیز در اواخر دهه شصت شمسی به عنوان استاد مطالعاتی عالی قرآنی در دانشگاه قرویین در شهر فاس مراکش تدریس کرده است.
وی از اعضای «مجمع البحوث الاسلامیه» بود.

## آثار
وی بیش از ۶۰ اثر در زمینه‌های مختلف ادبی، فقهی، قرآن، تاریخ، رجال، سیره و… دارد. عایشه ابتدا در ۱۸ سالگی، در مجله «النهضة النسائیة» مقاله می‌نوشت. دو سال بعد روزنامه معروف «الاهرام» آثارش را به چاپ می‌رساند. آخرین مقاله ای که از او در این روزنامه چاپ شده، «علی بن ابی طالب کرم الله وجهه» نام دارد که در مورد زندگانی علی بن ابی طالب است و در تاریخ ۲۶ نوامبر۱۹۹۸، به چاپ رسیده است.
- زینب بانوی قهرمان کربلا

این کتاب توسط سید جعفر شهیدی ترجمه شده است.
- ابوالعلاء معرّی
- ارض المعجزات رحلة فی جزیرة العرب
- نگاهی به اندیشه بهائیت[۵]